# رون غرين
رون غرين (بالإنجليزية: Ron Green)‏ (3 أكتوبر 1956 ببرمنغهام في المملكة المتحدة - ) هو لاعب كرة قدم بريطاني في مركز حراسة المرمى. لعب مع سكونثورب يونايتد وشروزبري تاون وكولتشستر يونايتد ونادي بريستول روفيرز ونادي والسول ونادي كيدرمينستر هاريرز لكرة القدم ونادي ويمبلدون وبرومزغروف روفرز ‏ وAlvechurch F.C. ‏.

## وصلات خارجية
- رون غرين على موقع قاعدة بيانات كرة القدم.إي يو (الإنجليزية)